# Juana Díaz
Juana Díaz – miasto w Portoryko, w gminie Juana Díaz. Według danych szacunkowych na rok 2008 liczy 9 219 mieszkańców. Zostało założone w 1798.